# Константинос Цопрос
Константинос Цопрос (на гръцки: Κωνσταντίνος Τσώπρος) е гръцки юрист писател, преводач.

## Биография
Цопрос е роден в 1885 година в Мелник. Учи в началното училище в квартала Свети Тодори, а след това в прогимназията на Георгиос Сфикас. Завършва лицея Мектапи Идади в Солун, а после в Юридическото училище в Солун, факултет на Цариградското юридическо училище, съществувал от 1907 до 1912 година в новите сгради на френската фирма „Лименос“. Назначен е за преводач от турски и френски при руската мисия от Мюрцщегската реформена програма. Автор на книгата „Спомени“, в която живо описва последните години на гръцки Мелник. Умира в Солун в 1964 година.